# Sidi al-Ayachi

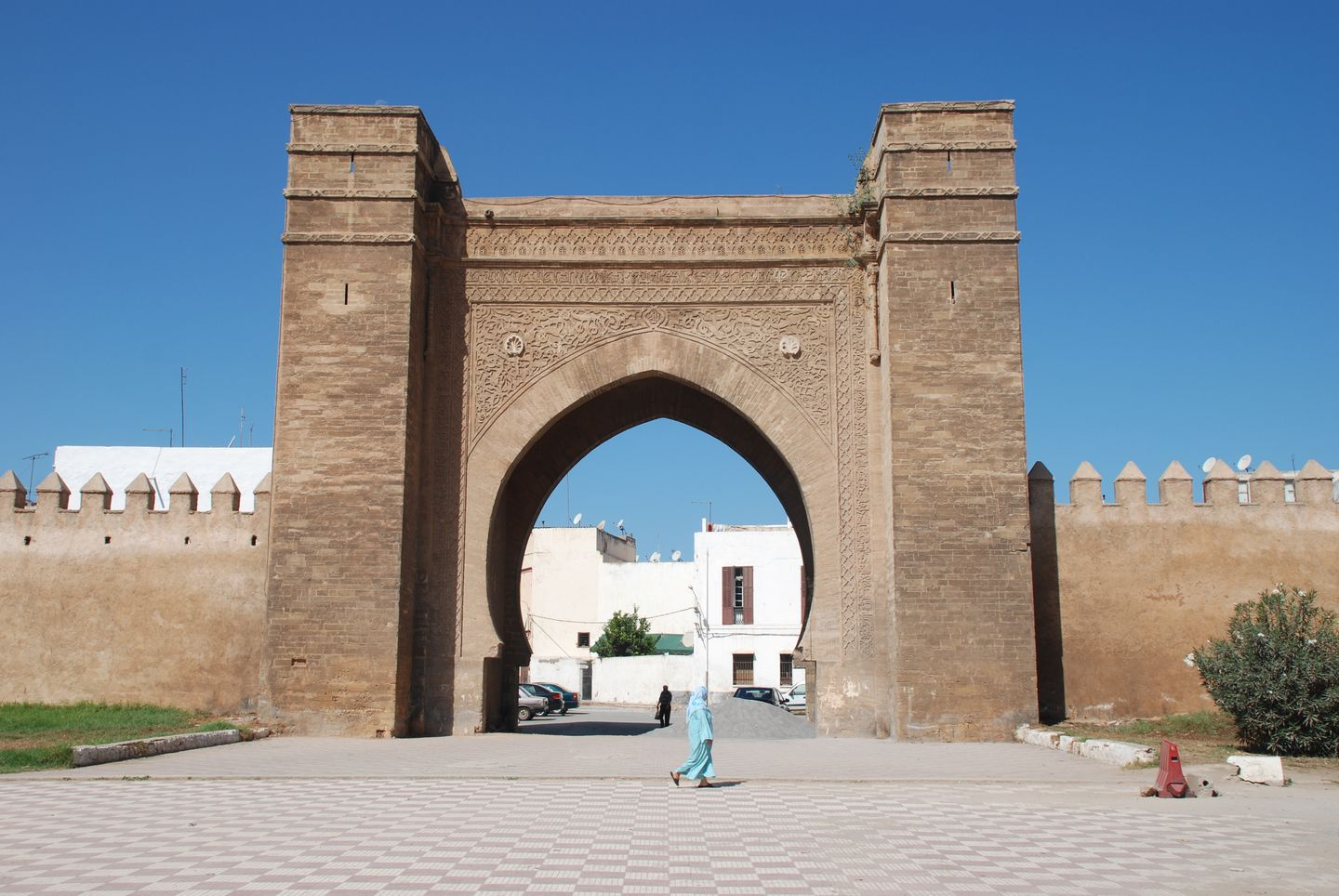
Bab el-Mrissa en Salé, Marruecos

Sidi M'Hamed al-Ayachi, también llamado el-Ayachi o al-Ayashi (-1641), fue un marroquí morabito, señor de la guerra y yihadista. El sultán de Marruecos, Mulay Zidan al-Nasir, le había nombrado gobernador (qā′id) de Azmūr, pero en 1627 decidió separarse y crear su propio estado.
Desde la muerte de Ahmad al-Mansur en 1603, Marruecos había caído progresivamente en un estado de anarquía, con el sultán perdiendo autoridad. Con Marruecos en estado de guerra civil, los españoles aprovecharon la oportunidad para capturar las ciudades de Larache en 1610 y luego Mehdía en 1614. La aparente incapacidad del sultán para defender el país, enfureció a Sidi al-Ayachi, y comenzó una contraofensiva contra España, haciendo corso contra su navegación, y obteniendo la ayuda de los moriscos y de los ingleses. Consiguió recapturar al-Mamura, aunque temporalmente, y extendió su poder hasta Taza.
En abril de 1627, Sidi al-Ayachi se rebeló contra el sultán y atacó el puerto de Salé, que capturó y transformó en su propio principado, la República de Salé, convirtiéndose en su gobernador independiente. El diplomático inglés John Harrison negoció un tratado con Sidi al-Ayachi en mayo de 1627, un mes después. Los holandeses también apoyaron firmemente a Sidi al-Ayachi, y le suministraron armas.
No fue hasta que Sutan Mohammed esh Sheikh es Seghir llegó al trono en 1636, que se hicieron verdaderos esfuerzos para restaurar las tierras de Sidi al-Ayachi al trono.  Sidi al-Ayachi murió en una batalla en 1641.